# Huis Grauwvreugd

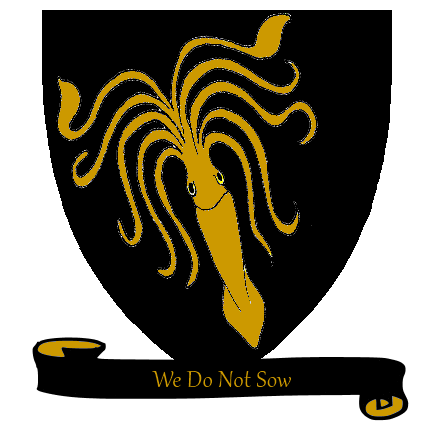
Embleem en motto van Huis Grauwvreugd (Wij zaaien niet)

Huis Grauwvreugd (Greyjoy) is een fictieve familie in George R.R. Martins boekenreeks Het Lied van IJs en Vuur. Huis Grauwvreugd is het belangrijkste edele huis op de IJzeren Eilanden. Veel kleinere huizen zijn hun vazallen. Ze zetelen op Piek (Pyke). Hun wapen is een gouden Kraken (mythische reuzeninktvis) op een zwart veld en hun motto is "Wij Zaaien Niet".

## Geschiedenis
Het Huis stamt af van de legendarische Grijze Koning uit het Heldentijdperk. Volgens de legende versloeg de Grijze Koning de zeedraak Nagga en maakte een zaal van haar botten en huwde met een zeemeermin. De Grauwvreugds werden heren van de IJzereilanden na de verovering door het Huis Targaryen, toen Aegon de IJzergeborenen toestond om te kiezen wie hun zou leiden. Zij kozen Vickon Grauwvreugd en sindsdien regeert zijn lijn de IJzereilanden.

## Stamboom
|  |  |        |        |        |        | Onbekende van Huis Steenboom | Onbekende van Huis Steenboom | Onbekende van Huis Steenboom | Onbekende van Huis Steenboom | Onbekende van Huis Steenboom | Onbekende van Huis Steenboom |         |         |         |         |  |  | Quellon | Quellon | Quellon | Quellon | Quellon | Quellon |  |  |       |       |       |       | Onbekende van Huis Sunderly | Onbekende van Huis Sunderly | Onbekende van Huis Sunderly | Onbekende van Huis Sunderly | Onbekende van Huis Sunderly | Onbekende van Huis Sunderly |                |                |                |                |  |  |                    |                    |                    |                    |                    |                    |  |  |           |           |           |           |           |           |  |  |        |        |        |        |        |        |  |  |       |       |       |       |       |       |  |  |       |       |       |       | Onbekende van Huis Piper | Onbekende van Huis Piper | Onbekende van Huis Piper | Onbekende van Huis Piper | Onbekende van Huis Piper | Onbekende van Huis Piper |  |  |  |  |  |  |  |  |  |  |  |  |
|  |  |        |        |        |        | Onbekende van Huis Steenboom | Onbekende van Huis Steenboom | Onbekende van Huis Steenboom | Onbekende van Huis Steenboom | Onbekende van Huis Steenboom | Onbekende van Huis Steenboom |         |         |         |         |  |  | Quellon | Quellon | Quellon | Quellon | Quellon | Quellon |  |  |       |       |       |       | Onbekende van Huis Sunderly | Onbekende van Huis Sunderly | Onbekende van Huis Sunderly | Onbekende van Huis Sunderly | Onbekende van Huis Sunderly | Onbekende van Huis Sunderly |                |                |                |                |  |  |                    |                    |                    |                    |                    |                    |  |  |           |           |           |           |           |           |  |  |        |        |        |        |        |        |  |  |       |       |       |       |       |       |  |  |       |       |       |       | Onbekende van Huis Piper | Onbekende van Huis Piper | Onbekende van Huis Piper | Onbekende van Huis Piper | Onbekende van Huis Piper | Onbekende van Huis Piper |  |  |  |  |  |  |  |  |  |  |  |  |
|  |  |        |        |        |        |                              |                              |                              |                              |                              |                              |         |         |         |         |  |  |         |         |         |         |         |         |  |  |       |       |       |       |                             |                             |                             |                             |                             |                             |                |                |                |                |  |  |                    |                    |                    |                    |                    |                    |  |  |           |           |           |           |           |           |  |  |        |        |        |        |        |        |  |  |       |       |       |       |       |       |  |  |       |       |       |       |                          |                          |                          |                          |                          |                          |  |  |  |  |  |  |  |  |  |  |  |  |
|  |  |        |        |        |        |                              |                              |                              |                              |                              |                              |         |         |         |         |  |  |         |         |         |         |         |         |  |  |       |       |       |       |                             |                             |                             |                             |                             |                             |                |                |                |                |  |  |                    |                    |                    |                    |                    |                    |  |  |           |           |           |           |           |           |  |  |        |        |        |        |        |        |  |  |       |       |       |       |       |       |  |  |       |       |       |       |                          |                          |                          |                          |                          |                          |  |  |  |  |  |  |  |  |  |  |  |  |
|  |  | Harlon | Harlon | Harlon | Harlon | Harlon                       | Harlon                       |                              |                              | Quenton                      | Quenton                      | Quenton | Quenton | Quenton | Quenton |  |  | Donnel  | Donnel  | Donnel  | Donnel  | Donnel  | Donnel  |  |  | Balon | Balon | Balon | Balon | Balon                       | Balon                       |                             |                             | Alannys Harlaw              | Alannys Harlaw              | Alannys Harlaw | Alannys Harlaw | Alannys Harlaw | Alannys Harlaw |  |  | Euron 'Kraaienoog' | Euron 'Kraaienoog' | Euron 'Kraaienoog' | Euron 'Kraaienoog' | Euron 'Kraaienoog' | Euron 'Kraaienoog' |  |  | Victarion | Victarion | Victarion | Victarion | Victarion | Victarion |  |  | Urigon | Urigon | Urigon | Urigon | Urigon | Urigon |  |  | Aeron | Aeron | Aeron | Aeron | Aeron | Aeron |  |  | Robin | Robin | Robin | Robin | Robin                    | Robin                    |                          |                          |                          |                          |  |  |  |  |  |  |  |  |  |  |  |  |
|  |  | Harlon | Harlon | Harlon | Harlon | Harlon                       | Harlon                       |                              |                              | Quenton                      | Quenton                      | Quenton | Quenton | Quenton | Quenton |  |  | Donnel  | Donnel  | Donnel  | Donnel  | Donnel  | Donnel  |  |  | Balon | Balon | Balon | Balon | Balon                       | Balon                       |                             |                             | Alannys Harlaw              | Alannys Harlaw              | Alannys Harlaw | Alannys Harlaw | Alannys Harlaw | Alannys Harlaw |  |  | Euron 'Kraaienoog' | Euron 'Kraaienoog' | Euron 'Kraaienoog' | Euron 'Kraaienoog' | Euron 'Kraaienoog' | Euron 'Kraaienoog' |  |  | Victarion | Victarion | Victarion | Victarion | Victarion | Victarion |  |  | Urigon | Urigon | Urigon | Urigon | Urigon | Urigon |  |  | Aeron | Aeron | Aeron | Aeron | Aeron | Aeron |  |  | Robin | Robin | Robin | Robin | Robin                    | Robin                    |                          |                          |                          |                          |  |  |  |  |  |  |  |  |  |  |  |  |
|  |  |        |        |        |        |                              |                              |                              |                              |                              |                              |         |         |         |         |  |  |         |         |         |         |         |         |  |  |       |       |       |       |                             |                             |                             |                             |                             |                             |                |                |                |                |  |  |                    |                    |                    |                    |                    |                    |  |  |           |           |           |           |           |           |  |  |        |        |        |        |        |        |  |  |       |       |       |       |       |       |  |  |       |       |       |       |                          |                          |                          |                          |                          |                          |  |  |  |  |  |  |  |  |  |  |  |  |
|  |  |        |        |        |        |                              |                              |                              |                              |                              |                              |         |         |         |         |  |  |         |         |         |         |         |         |  |  |       |       |       |       |                             |                             |                             |                             |                             |                             |                |                |                |                |  |  |                    |                    |                    |                    |                    |                    |  |  |           |           |           |           |           |           |  |  |        |        |        |        |        |        |  |  |       |       |       |       |       |       |  |  |       |       |       |       |                          |                          |                          |                          |                          |                          |  |  |  |  |  |  |  |  |  |  |  |  |
|  |  |        |        |        |        |                              |                              |                              |                              |                              |                              |         |         |         |         |  |  | Rodrik  | Rodrik  | Rodrik  | Rodrik  | Rodrik  | Rodrik  |  |  | Maron | Maron | Maron | Maron | Maron                       | Maron                       |                             |                             | Asha                        | Asha                        | Asha           | Asha           | Asha           | Asha           |  |  | Theon              | Theon              | Theon              | Theon              | Theon              | Theon              |  |  |           |           |           |           |           |           |  |  |        |        |        |        |        |        |  |  |       |       |       |       |       |       |  |  |       |       |       |       |                          |                          |                          |                          |                          |                          |  |  |  |  |  |  |  |  |  |  |  |  |

## Grauwvreugds inHet Lied van IJs en Vuur

### Balon
Heer van de IJzereilanden, Koning van Zout en Rots, Zoon van de Overzeese Wind, en Heer Plunderaar van Piek. Een ruw en woest man, die de gewoonten van de IJzergeborenen in de meeste opzichten is toegedaan, ziet hij niettemin zijn dochter Asha als zijn opvolger. Hij leidde de rebellie tegen Koning Robert Baratheon die werd neergeslagen door Huis Baratheon en Eddard Stark. Tijdens deze oorlog verloren zijn oudste zonen Rodrik en Maron het leven. Zijn derde zoon Theon werd daarna als gijzelaar meegenomen en opgevoed door Eddard Stark. Balon is gehuwd met Vrouwe Alannys Harlaw, van wie hij is vervreemd.
Na de dood van Robert Baratheon, wees Balon het aanbod van Robb Stark tot het vormen van een alliantie af en riep zich uit tot Koning van de IJzereilanden en begon het Noorden te verwoesten.
Balon stierf onverwachts toen hij een brug overstak tijdens een zwaar onweer. Sommige inwoners van de IJzereilanden vinden het iets te toevallig dat zijn door hem verbannen broer Euron de volgende dag de haven van Piem binnenvoer en de troon claimde.
Balon Grauwvreugd wordt in de HBO-televisieserie Game of Thrones gespeeld door Patrick Malahide.

### Victarion
De oudste broer van Balon en bevelhebber van de IJzeren Vloot. Victarion houdt van vechten en zeilen. Hij is een bekwaam bevelhebber en een woeste strijder in de slag zonder buitensporig wreed te zijn. Voor goedvechtende vijanden heeft hij eerbied en zelfs bewondering en hij verafschuwt de gewoonte van Euron om gevangenen te vernederen.
Hij is een godsdienstige man en draagt een volledig harnas tijdens het varen omdat hij geen vrees heeft om te verdrinken. Jaren geleden verleidde Euron zijn vrouw, en Victarion voelde zich gedwongen haar te doden om zijn eer te handhaven al huilde hij toen hij haar sloeg.
Slechts het taboe tegen broedermoord weerhield Victarion van het doden van Euron. Hij is sindsdien niet hertrouwd.
Na de dood van Balon was hij de belangrijkste kandidaat maar werd desondanks voorbijgestreefd door Euron. Ondanks zijn haat voor Euron, gehoorzaamde hij Euron plichtsgetrouw. Hij merkte hoe Euron zijn, eigen aanhangers wegnam door hen te overladen met land en titels maar was machteloos. Hoewel Euron hem heeft gevraagd Daenerys Targaryen in zijn naam ten huwelijk te vragen is hij in het geheim van plan om haar zelf te huwen, als wraak voor het vroegere verraad van Euron.

### Euron
Een jongere broer van Balon en de kapitein van de Stilte, een schip dat volledig bemand is door stommen doordat Euron hun tongen uit liet rukken.
Euron is een wilde, onvoorspelbare man die houdt van wrede spellen en psychologische oorlogen voert tegen iedereen om hem heen. Om deze reden wordt hij gehaat door al zijn broers. Hij draagt een lap over zijn linkeroog, waarvan zijn bijnaam "Kraaienoog" komt, hoewel het onduidelijk is wat hij onder deze lap verbergt. Hij was door Balon van de eilanden verbannen omdat hij Victarions vrouw had verleid. Balon waarschuwde hem om bij zijn leven nooit om terug te keren op straffe des doods.
Euron keerde de dag na Balons dood terug op de eilanden en claimde onmiddellijk de troon. Daarom dachten sommigen dat hij iets met de dood van Balon te maken had. Tijdens zijn afwezigheid heeft hij over de hele wereld geroofd en gekaapt. Onder zijn bemanning bevinden zich een aantal tovenaars die hem zwarte magie zouden hebben geleerd.
Tijdens de Koningsmoet beloofde hij om heel Westeros voor IJzergeborenen te veroveren gebruikmakend van draken, die hij met behulp van een magische hoorn zou kunnen bevelen. Hij werd verkozen tot koning, en begon met invallen in het Zuiden. Deze invallen waren wild maar succesvol. Euron gaf veel veroverd land en titels aan aanhangers van zijn tegenstanders, waarmee hij zijn eigen aanhang flink wist uit te breiden. Desondanks slaagde hij er niet in om de IJzergeborenen te overreden met de hele vloot naar het oosten te varen waar de draken zouden zijn. In plaats daarvan heeft hij Victarion naar Daenerys Targaryen gestuurd om haar in zijn naam ten huwelijk te vragen.
Euron Grauwvreugd wordt in de HBO-televisieserie Game of Thrones gespeeld door Pilou Asbæk.

### Aeron
De jongste van Balons broers was in zijn jeugd een feestneus en dronkenlap. Hij wedde eens zijn geboorterecht tegen een kudde geiten dat hij een brandende haard kon doven door het uit te plassen. Na in de opstand van Balon bijna te zijn verdronken ervoer hij een soort goddelijk opwekking. Hij zwoer de drank af en wijdde zich aan de inheemse godsdienst van de Verdronken God. Hij is nu een ascetische, humorloze, priester en kluizenaar die op of aan het strand leeft en oude kapotte kleren en geweven zeewier in zijn ongewassen haar draagt. Dit heeft hem de naam "Vochthaar" opgeleverd. Zijn aanwas die Verdronken Mannen worden genoemd, volgen hem blindelings, en hij wordt zeer gerespecteerd door de IJzergeborenen.
Aeron vreest zijn broer Euron om redenen die niet duidelijk zijn. Hij heeft terugkomende nachtmerries over een deur met krakende scharnieren. Dit zou iets te maken kunnen hebben met zijn vrees voor Euron. Aeron voelt zich ook nog altijd schuldig over de dood van zijn broer Urrigon, die aan de besmetting van een wond stierf en die voorkwam dat hij en Aeron de Dans van de Vinger, een traditioneel spel waarbij de dansers met bijlen jongleren, uitvoerden. Na de dood van Balon en de terugkeer van Euron, gebruikte Aeron zijn invloed als priester van de Verdronken God om een Koningsmoet bijeen te roepen om een opvolger voor Balon te kiezen. Hij had gehoopt om zijn broer Victarion te bekronen, die zoals hij wist de traditionele en conservatieve manieren van Balon zou voortzetten. Het plan liep fout en Euron werd gekozen. Tegen Victarion kondigde Aeron aan om de mensen tegen "goddeloze" Euron op te zetten en verdween de volgende dag. Zijn lot is onbekend.

### Asha
De enige dochter van Balon is zijn oudst levende kind. Asha is een POV-karakter vanaf Een feestmaal voor kraaien. Nadat Theon als gijzelaar door Eddard Stark mee werd gevoerd beschouwde Balon Asha als zijn enige kind en werd ze opgevoed tot zijn officieuze erfgenaam. Zij is woest en trots, en tart de traditionele rollen van de IJzergeborenen door haar eigen schip te bevelen en mensen te leiden in oorlog.
Asha nam deel aan Balons invasie van het noorden en veroverde de Motte van Diepwoud. Zij bezocht Theon in Winterfel, maar weigerde hem te helpen het kasteel verdedigen. Na de dood van Balon keerde ze terug naar de eilanden om de troon op te eisen. Haar plannen waarmee ze tot koning gekozen wilde worden hielden in het voorstel om vrede te sluiten met het Noorden in ruil voor het veroverde land. Tijdens de Koningsmoet kreeg ze meer steun dan menigeen had verwacht, maar ze verloor van Euron. Kort daarop vertrok ze. Het is niet duidelijk wat haar plannen zijn.
Asha Grauwvreugd heet in de HBO-televisieserie Game of Thrones "Yara" en wordt gespeeld door Gemma Whelan.

### Theon

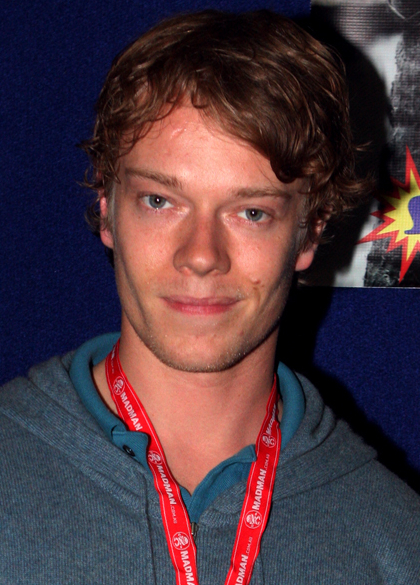
Alfie Allen speelt Theon Grauwvreugd

Theon Grauwvreugd is de zoon en de erfgenaam van Balon Grauwvreugd. Op zijn tiende werd hij meegenomen als gijzelaar door Eddard Stark en werd daarna in Winterfel opgevoed. Hij zit gevangen tussen werelden van de Starks en die van de Grauwvreugds zonder echt tot een van beiden te behoren.
Ondanks dat hij een buitenstaander was in Winterfel werd hij samen met de kinderen van Eddard opgevoerd. Hij was goed bevriend met Robb Stark, vooral nadat Robb zijn legers tegen het zuiden voerde. Theon vocht naast Robb in verscheidene slagen alvorens naar huis te worden gezonden om een alliantie tussen de Starks en de Grauwvreugds voor te stellen. Bij zijn aankomst bleek hoeveel hij vervreemd was van de plaatselijke gebruiken. Zijn familie bekritiseerde de gewoontes die hij zich tijdens zijn verblijf in het noorden had eigen gemaakt. Balon verwierp niet alleen het voorstel van Robb maar besloot zelfs het Noorden aan te vallen. Theon kreeg een vrij onbelangrijk commando maar besloot deze te negeren in een poging om zijn reputatie te vestigen en zijn positie als erfgenaam van Balon te verstevigen. Hij wist dat Winterfel slechts door weinigen was verdedigd, trok erheen en veroverde het. In tegenstelling tot wat hij verwachtte zag het huishouden van Winterfell hem als verrader en keerde zich tegen hem. Hierdoor slaagden zijn belangrijkste gijzelaars Bran en Rickon erin om met hulp van anderen te ontsnappen. Toen een onderzoek naar de jongens niets opleverde, vond Theon twee boerenjongens van dezelfde leeftijd, doodde en verbrandde hen, en spietste hun hoofden op poort. Het bedrog werkte in dat opzicht dat iedereen geloofde dat het inderdaad Bran en Rickon waren maar Theon werd alleen maar meer gehaat. Op het punt dat strijdkrachten van Stark zich klaarmaakten om Theon met zijn kleine groep strijders te verslaan verscheen Rammert Sneeuw met een klein leger op het toneel en wist zowel de Starks als de mannen van Theon te verrassen en te verslaan. Naar verluidt is Theon gevangengenomen een meegenomen naar het Dreadfort en daar levend gevild. Enkele IJzergeborenen, waaronder zijn zuster Asha, wanen hem dood.
Theon Grauwvreugd wordt in de HBO-televisieserie Game of Thrones gespeeld door Alfie Allen.

## Belangrijke Grauwvreugds uit het verleden

### Quellon
Heer van Piek. Hij verwekte negen zonen uit drie huwelijken. De kinderen van zijn eerste vrouw, een vrouw van Steenboom stierven allen jong; twee, Quenton, en Donel, stierven in kleutertijd, terwijl Harlon aan grauwschub stierf tijdens zijn kinderjaren. Balon, Euron, Victarion, Urrigon, en Aeron waren geboren uit zijn tweede huwelijk met een Sunderly van Zoutklif. Voor zijn derde vrouw huwde Quellon een Pijper (Piper) van Kasteel Pinkmaiden, die hem een ziekelijke, idiote zoon genaamd Robin gaf, die ook in kinderjaren stierf. Hun tweede kind, een dochter, was doodgeboren. De moeder overleed eveneens.
Quellon stierf tijdens een rooftocht met Balon, Euron en Victarion.

### Urrigon
Genaamd "Urri". Vierde zoon van Heer Quellon en zijn tweede vrouw, jongere broer van Balon, Euron en Victarion, oudere broer van Aeron. Deze geliefde zoon en broer stierf hij op de leeftijd van veertien aan een besmette wond. De wond had hij opgelopen in de traditionele Vingerdans waarin de dansers met bijlen jongleren. Het was Aerons bijl die de wond veroorzaakte.
De hand waaraan de wond was ontstaan had nog kunnen worden geamputeerd maar zijn stiefmoeder probeerde zijn hand te redden en liet op aandrang van de Maester zalven en kruiden gebruiken. De kruiden en zalven werkten niet en toen tot amputatie werd overgegaan was het al te laat. Urri stierf kort daarna.
Balon die inmiddels zijn vader was opgevolgd liet toen hij van het geval hoorde bij de Maester onmiddellijk eenzelfde soort wond aanbrengen en beval zijn stiefmoeder hem te genezen. Ook de Maester stierf aan gangreen.

## Vazallen
- Zwartgetij (Blacktyde van Zwartgetij (Blacktyde).
- Bottelaar (Botley) van 's Herenpoort (Lordsport) op Piek (Pyke).
- Codd. Een huis van zeer lage status. Hun motto is "Hoewel Alle Mensen Ons Verafschuwen" ("Though All Men Do Despise Us").
- Tromp (Drumm) van Oud Wiek (Old Wyk).
- Verwynd (Farwynd) van Groot Wiek (Great Wyk). De Verwynds worden als vreemd beschouwd door de andere IJzergeborenen. Verscheidene takken van het huis bestaan, waaronder:
  - Verwynd van Sealskin Point. Gevestigd op de westelijke kust van Groot Wiek (Great Wyk).
  - Verwynd van het Eenzame Licht (Lonely Light). Gevestigd op een van de meest westelijke eilandjes van Groot Wiek (Great Wyk). Volgens verhalen kunnen zij zich veranderen in verschillende zeezoogdieren.
- Goedenbroer (Goodbrother) van Groot Wiek (Great Wyk). Er zijn drie takken van dit huis:
  - Goedenbroer van Hammerhorn is de belangrijkste tak. De heer heeft de titel Heer van Groot Wiek (Great Wyk).
  - Goedenbroer van Shatterstone. Zij verblijven op Oud Wiek (Old Wyk). Zij zijn een zijlijn van de eerstgenoemde.
  - Goedenbroer van Orkmont, een zijlijn van de eerstgenoemde.
- Harlang (Harlaw) van Harlang (Harlaw). Verscheidene takken van het huis bestaan waaronder:
  - Harlang van Ten Towers. Dit is de belangrijkste tak. De heer heeft de titel Heer van Harlang (Harlang). De vrouw van Heer Balon Grauwvreugd is een Harlang.
  - Harlang van Grey Garden. Een zijlijn.
  - Harlang van Tower of Glimmering. Een zijlijn.
  - Harlang van Harridan Hill. Een zijlijn.
- Humble. Een huis van lage status, ze zijn afstammelingen van horigen.
- Kenning van Harlang (Harlaw).
- Merlijn (Merlyn) van Pebbleton op Groot Wiek.
- Moer (Myre) van Harlang (Harlaw).
- Netley.
- Orkhout (Orkwood) van Orkmont.
- Zoutklif (Saltcliffe) van Zoutklif (Saltcliffe).
- Sharp.
- Shepherd.
- Rondhout (Sparr) van Groot Wiek (Great Wyk).
- Steenhuis (Stonehouse) van Oud Wiek (Old Wyk).
- Steenboom (Stonetree) van Harlang (Harlaw).
- Sonderlei (Sunderly van Zoutklif (Saltcliffe).
- Taanig (Tawney) van Orkmont.
- Volmark van Harlang (Harlaw).
- Weaver.
- Windasch (Wynch) van IJzerholt (Iron Holt) op Piek.